# 姜克智
姜克智
性别：男    生于：1910牺牲于：1938， 籍贯：山东牟平 民族：朝鲜族   抗日英雄。
时任东北抗日联军第七军，任排长、政治连连长。1936年加入共产党。同年，率部多次打击日军，歼敌100余名， 1937年3月6日，日军50人进犯七军军总部，即率保安连战斗，歼敌20余人。后日军300多名支援，七军军长陈荣久重伤。指挥部队以寡敌众，顽强战斗， 击退敌人。击毙日本饶河参事官大穗，伤日军数十人。因胜利晋升抗日联军第七军团长。1937年5月，率团在富锦战斗日军400余人，歼敌200名。 1938年7月晋升第七军副师长。同年9月，率部阻击敌日军并击毙日军日野少将，同年10月，所部在大同江卧虎里山遭日军500余人围剿，率部200余人退守山顶，坚持抵抗7小时，歼敌过百余人，率部突围时英勇牺牲。牺牲时年仅28岁。
牺牲时有3男孩，后经国军分别送往日本，南洋，苏联，进行培养，其中一子-（化名）姜夔蒆曾潜派日本三菱重工学习发动机制造，后朝鲜战争爆发被中共派往朝鲜带领朝鲜人民军教官培养了众多朝鲜人民军官员，后随中共援朝部队回国，并嘉奖国家勋章，时任中共国家秘密部门工作6年后派往北京三级部工作， 姜夔蒆-有两房妻子并有6子1女。一直与第二任妻子梁汉淑生活于1995年因肺癌病逝于北京甘家口。曾因文化大革命因第二任妻子韩国出生的梁汉淑（国民党保密局第3梯队工作并精通多国语言）的身份背景而遭到迫害，因此姜夔蒆放弃所有国家荣誉隐世于北京
市西城区鼓楼一代。
姜克智其余两子至今下落不明。